# Andrea Kobetić
Andrea Kobetić (født 13. november 1985 i Zagreb) er en kvindelig kroatisk håndboldspiller, som spiller venstre back for Siófok KC og tidligere det kroatiske landshold.
Hun blev topscorer i EHF Champions League 2014-15, sammen med Cristina Neagu.